# Hederslegionen

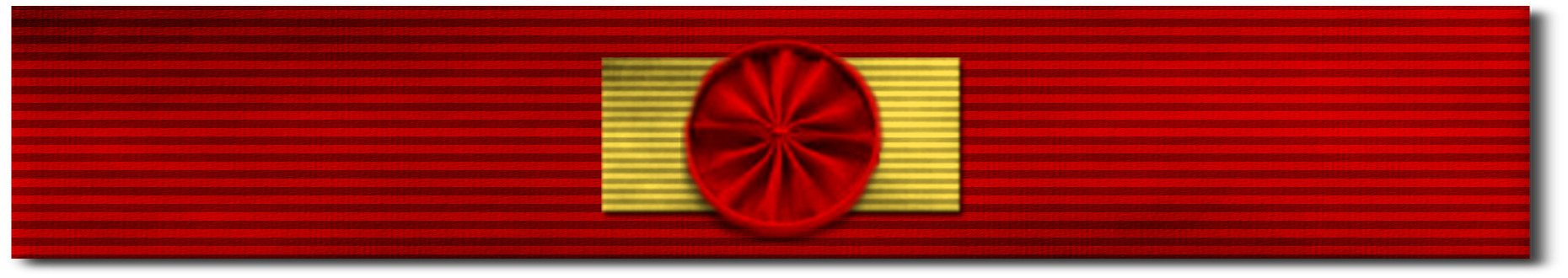
Släpspänne för storkorset.

Hederslegionen (franska: Ordre national de la Légion d'honneur) är en fransk orden instiftad den 19 maj 1802 av Napoleon och är Frankrikes förnämsta statsorden. Den utdelas av Frankrikes president, som är ordens stormästare, genom dekret och på förslag från regeringen och ordens grand chancelier (storkansler).
Orden kom att behållas under restaurationen, men hade då rang under de gamla kungaordnarna (Helgeandsorden, Mikaelsorden), men återbördades senare till sin rang som Frankrikes främsta orden.

## Medlemmar
Franska medborgare, både kvinnor och män, kan tas upp som medlemmar i orden efter framstående meriter (mérites éminents) i militär eller civil verksamhet.
Ungefär hälften av mottagarna är militärer. I modern tid är andra stora grupper av mottagare poliser, brandmän, företagare, högre statstjänstemän och domare samt särskilt framstående idrottsstjärnor. Även före detta ministrar, senatorer och parlamentsledamöter utses, men först sedan de lämnat sina politiska uppdrag. Franska parlamentsledamöter kan nämligen bara tas upp i orden för sitt mod i krigssituation. Regeringens ledamöter får inte heller utnämna dem som är ansvariga för deras ekonomiska redovisning.
Med undantag för de mottagare som utses bland försvarsmaktens anställda och krigsveteraner, där könsfördelningen är särskilt ojämn, skall orden fördelas jämnt mellan könen. För att öka spridningen bland mottagarna har dåvarande president Nicolas Sarkozy också beslutat om stärkta möjligheter för medborgarinitiativ och uppmanat regeringen att föreslå representanter för föreningslivet och ideellt engagerade.

## Utländska medborgare
Utländska medborgare som tjänat Frankrike kan tilldelas ordensinsignier, men kan enligt lag aldrig tas upp som ordensmedlemmar. I praktiken innebär detta dock inget hinder och utländska medborgare nämns ofta i listorna över mottagare av orden. Som exempel kan nämnas att dåvarande president Jacques Chirac genom dekret utsåg svenska medborgaren professor Gunnel Engwall. Nicolas Sarkozy har utsett svenska företagsledaren Lars Olofsson och fransk-svenska professorn Anne L'Huillier samt Sveriges tidigare utbildningsminister Anna Ekström. François Hollande har utsett den svenske skådespelaren och sångaren Rikard Wolff. Emanuel Macron har utsett Sveriges tidigare statsminister Stefan Löfven.

## Kollektivt utnämnande
Hederslegionen kan förlänas till städer, skolor, företag eller militära förband. I det senare fallet dekoreras enhetens flagga med riddartecknet. Städer visar hederslegionen i sitt stadsvapen. Ett antal skolor (i huvudsak militärskolor), Röda Korset, ett kloster och statliga järnvägsbolaget SNCF har tagit emot hederslegionen.

## Klasser och värdigheter
Orden är indelad i fem klasser, nedan i fallande skala, där de två högsta anges som särskilda värdigheter (dignitées):
- grand croix (storkors)
- grand officier (storofficer)
- commandeur (kommendör)
- officier (officer)
- chevalier (riddare)

Franska medborgare kan enbart upptas som riddare och utses efter ytterligare förtjänster till högre klass. För att bli utsedd till en högre klass krävs att en viss tid förflutit och att medlemmen under den tiden visat på nya förtjänster genom att tjäna Frankrike. För att befordras från riddare till officer krävs minst åtta år, och från officer till kommendör minst fem år. För att befordras från kommendör eller storofficer till nästa klass måste minst tre år ha förflutit.
Från huvudregeln finns tre undantag:
- en tillträdande president blir ex officio ordens stormästare, och tilldelas därmed storkors
- den som innehaft premiärministerämbetet under minst två års tid utses (sedan 2008) automatiskt till storofficer
- en särskilt välförtjänt mottagare kan (sedan 2008) utses till en högre klass från början, vilket hittills skett mycket sällan och den första gången när politikern och juristen Simone Veil utsågs till storofficer 2009.

Eftersom utländska medborgare aldrig upptas formellt i orden kan de utses till en högre klass redan från början. Besökande statschefer och deras gemåler utses därför regelmässigt till storkors som en artighet gentemot gästen.

## Uteslutning ur Hederslegionen
Medlemmar som döms för grövre brott (crime) utesluts automatiskt från orden, medan medlemmar som döms för mindre brott (délit) kan uteslutas genom beslut.

## Ordens insignier
Ordenstecknet är en stjärna med fem dubbla strålar, vitemaljerad och med knoppar på de tio spetsarna. Strålarna knyts samman av en grönemaljerad krans av ek- och lagerblad (före 1870 fanns här en krona. Stjärnan, knopparna och kransens stjälkar är i silver för riddare och förgyllt silver för officerare. I mitten finns en guldmedaljong med Ceres huvud i profil som symbol för Republiken, omgiven av en blå cirkel med orden République Française (Franska republiken). Under kejsardömet fanns här istället en bild av Napoleon, och under kungadömet ett porträtt av Henrik IV av Frankrike. Stjärnan och kransen hänger från ytterligare en krans av ek- och lagerblad, denna gång med motsatt placering. På reversen bär ordenstecknet två franska flaggor med inskriptionen Honneur et Patrie (Ära och fosterland), vilket är ordens motto sedan den grundades. Där återges också datumet för ordens grundande enligt den franska revolutionskalendern, nämligen den 29 i månaden floréal år X.
Till högtidsdräkt bärs ordenstecknet i rött band som en medalj för riddare och officer, som halskors för kommendör, som medalj och silverkraschan för storkors respektive kraschan i förgyllt silver och ordens band för storofficer. Till vardags bärs i stället en rosett eller ordensknapp på kavajslaget, motsvarande den knapp som visas mitt på släpspännet ovan. Ordensknappen är vanligt förekommande bland statstjänstemän och i diplomatkretsar.
Att bära hederslegionens ordensinsignier utan att ha rätt till det är brottsligt i Frankrike. Även bruk av utländska ordnar med ordensinsignier som är förvillande lika hederslegionens märken är förbjudet.

## Svenska mottagare
- Generalen Carl Johan Adlercreutz (storkors, 1810)
- konstnären Anders Zorn (riddare, 1889, officer)
- Generallöjtnanten (svensk norske militärattachén i Paris) Daniel Hedengren (riddare, 1897)
- Presidenten Flensburg (riddare 1899)
- Sjömilitären Henry Lindberg (riddare, 1900)
- Artisten Carl Larsson (riddare, vintern 1901)
- Professor och rektor för Stockholms högskola Harald Cramér (officer)[7]
- Företagsledare Åke Rusck (kommendör, 1959)
- Kommendörkaptenen, greve Hans Wachtmeister (riddare)[8]
- Regissören Ingmar Bergman (kommendör, 1985)
- Industrimannen Pehr G. Gyllenhammar (kommendör, 1987)
- Dåvarande ambassadören Frank Belfrage (kommendör)
- Dåvarande FN-sändebudet Carl Bildt (kommendör)[9]
- Företagsledaren Kai Hammerich (riddare, 2004)[10]
- Företagsledaren Lars Olofsson
- Dåvarande rikspolischefen Sten Heckscher (kommendör)
- Folkrättsjuristen Gunnar Lagergren (storofficer)
- Professorn och tidigare rektor för Uppsala universitet Stig Strömholm (kommendör)
- Överste 1. graden Flygvapnet, Owe Wagermark (Riddare 1998)
- Professorn och tidigare tillförordnad rektor vid Stockholms universitet Gunnel Engwall (2003)
- Fransk-svenska fysikern och professorn vid Lunds universitet Anne L'Huillier (kommendör, 2023)
- General och överbefälhavare, Håkan Syrén (kommendör, 2006)[11]
- Skådespelaren Max von Sydow (riddare, 2011)[12]
- Företagsledaren Leif Johansson (officer, 2014)
- Utbildningsminister Anna Ekström (riddare, 2018)
- Skådespelaren och sångaren Rikard Wolff (riddare, 2013)[13]
- Professorn och rektor vid Stockholms universitet, Astrid Söderbergh Widding (riddare, 2015)[14]
- Företagsledaren Annelie Johansson (riddare, 2015)[15]
- Politikern (M) Cecilia Brinck (riddare, 2016)[16]
- Ekonomen Mats Karlsson (riddare, 2017)[17]
- Politikern (L) Birgitta Ohlsson (officer, 2017)[18]
- Politikern (S) Hans Dahlgren (officer, 2017)[19]
- Kommundirektören Vesna Jovic (riddare, 2021)[20]